# Portugal International 2008
Die Portugal International 2008 fanden vom 13. bis zum 16. März 2008 im Pavilhão Rainha D. Leonor, Estrada da Foz de Arelho in Caldas da Rainha statt. Es war die 43. Auflage dieser internationalen Titelkämpfe von Portugal im Badminton. Das Preisgeld betrug 5.000 US-Dollar und das Turnier wurde damit in das BWF-Level 4B eingeordnet. Der Referee war Eric Lissillour aus Frankreich. Hauptsponsor und Namensgeber des Turniers war VICTOR.

## Sieger und Platzierte
| Disziplin    | Gold                   | Silber                               | Bronze                                   |
| ------------ | ---------------------- | ------------------------------------ | ---------------------------------------- |
| Herreneinzel | Anand Pawar            | Carl Baxter                          | Ajay Jayaram                             |
| Herreneinzel | Anand Pawar            | Carl Baxter                          | Stephan Wojcikiewicz                     |
| Dameneinzel  | Kaori Imabeppu         | Zhang Xi                             | Rachel van Cutsen                        |
| Dameneinzel  | Kaori Imabeppu         | Zhang Xi                             | Jill Pittard                             |
| Herrendoppel | Ruud Bosch Koen Ridder | Rupesh Kumar Sanave Thomas           | Jorrit de Ruiter Jürgen Wouters          |
| Herrendoppel | Ruud Bosch Koen Ridder | Rupesh Kumar Sanave Thomas           | Chris Adcock Dean George                 |
| Damendoppel  | Cai Jiani Zhang Xi     | Mariana Agathangelou Gabrielle White | Rachel van Cutsen Paulien van Dooremalen |
| Damendoppel  | Cai Jiani Zhang Xi     | Mariana Agathangelou Gabrielle White | Patty Stolzenbach Ilse Vaessen           |
| Mixed        | Zhang Yi Cai Jiani     | Chris Adcock Gabrielle White         | Dean George Mariana Agathangelou         |
| Mixed        | Zhang Yi Cai Jiani     | Chris Adcock Gabrielle White         | Andrew Ellis Heather Olver               |

## Finalergebnisse
| Disziplin    | Sieger                 | Finalist                             | Ergebnis    |
| ------------ | ---------------------- | ------------------------------------ | ----------- |
| Herreneinzel | Anand Pawar            | Carl Baxter                          | 21:15 21:8  |
| Dameneinzel  | Kaori Imabeppu         | Zhang Xi                             | 21:13 21:15 |
| Herrendoppel | Ruud Bosch Koen Ridder | Rupesh Kumar Sanave Thomas           | 21:19 22:20 |
| Damendoppel  | Cai Jiani Zhang Xi     | Mariana Agathangelou Gabrielle White | 21:17 21:14 |
| Mixed        | Zhang Yi Cai Jiani     | Chris Adcock Gabrielle White         | 21:14 21:11 |